# Administração do Território do Inimigo Ocupado
```
   |-
       |
Erro:
:  
valor não especificado para "
nome_comum
"

   |-
       | 
Erro:
:  
valor não especificado para "
continente
"
```

A Administração do Território do Inimigo Ocupado (OETA), foi uma administração militar conjunta da França e do Reino Unido sobre as províncias do Levante e da Mesopotâmia do Império Otomano no período compreendido entre 1918-1920 e após a Campanha do Sinai e Palestina da Primeira Guerra Mundial. A administração terminou com a assinatura do Mandato Francês da Síria e do Líbano e do Mandato Britânico para a Palestina na conferência de San Remo de 19–26 de Abril de 1920.

## Historia
Após a ocupação britânica e francesa, a região foi dividida em três subunidades administrativas, que variavam muito pouco das divisões otomanas anteriores. OETA Sul, consistindo dos sanjacos otomanos de Jerusalém, Nablus e Acre, OETA Norte (mais tarde renomeada OETA Oeste), consistindo dos sanjacos otomanos de Beirute, Líbano, Lataquia e vários sub-distritos, e OETA Leste, que consistia no otomano Vilaiete da Síria e no Vilaiete de Hejaz. Mas, com o sucesso da Guerra de independência turca, os sanjacos de Maraş, Antep e Urfa do antigo Vilaiete de Alepo permaneceram na Turquia depois de 1921. Também, Antáquia e İskenderun kazas do Sanjaco de Alepo com um só foram separados como República de Hatay em 1938. A república juntou-se à Turquia em 1939.
Quando as forças britânicas ocuparam a Etiópia, a Líbia e outras colónias italianas durante a Segunda Guerra Mundial, a OETA foi revivida como a estrutura administrativa pela qual os britânicos governaram esses territórios. Na Etiópia, o Imperador Haile Selassie recebeu permissão para retornar e reivindicar o seu trono, mas as autoridades da OETA governaram o país por algum tempo antes que a soberania plena fosse restituída à Etiópia.

## Administradores militares
OETA Sul
- Marechal de Campo Edmund Allenby

Quando Allenby assumiu pela primeira vez o comando da Força Expedicionária Egípcia, ele rapidamente se juntou ao exército no campo, deixando os problemas políticos e administrativos relacionados ao Mandato Egípcio para um Governo nomeado com uma equipe adequada. A área do antigo território otomano agora sob ocupação também exigia gestão, e com a aprovação do governo, Allenby nomeou um administrador-chefe para a Palestina. Ele dividiu o país em quatro distritos: Jerusalém, Jaffa, Majdal e Bersebá, cada um sob um governo militar. Sob esta administração, as necessidades imediatas do povo foram providenciadas, sementes e gado foram importados e distribuídos, financiamento em condições fáceis foi disponibilizado através dos banqueiros do Exército, uma moeda estável foi estabelecida e os serviços postais foram restaurados. Allenby insistiu que, enquanto a administração militar fosse necessária, permaneceria sob sua responsabilidade.
- Major-General Arthur Wigram Money (Junho 1918 – Junho 1919)
- Major-General H.D. Watson (Junho 1919 – Dez. 1919)
- Tenente-General Louis Bols (Dez. 1919 – Julho 1920)

OETA Leste
- Rida al-Rikabi